# Телмечел
Телмечел (рум. Tălmăcel) — село у повіті Сібіу в Румунії. Адміністративно підпорядковане місту Телмачу.
Село розташоване на відстані 198 км на північний захід від Бухареста, 17 км на південний схід від Сібіу, 135 км на південь від Клуж-Напоки, 106 км на захід від Брашова.

## Населення
За даними перепису населення 2002 року у селі проживали 1224 особи. Усі жителі села рідною мовою назвали румунську.
Національний склад населення села:
| Національність | Кількість осіб | Відсоток |
| -------------- | -------------- | -------- |
| румуни         | 1218           | 99,5%    |
| цигани         | 6              | 0,5%     |